# Антильский дрозд
Антильский дрозд (лат. Turdus lherminieri) — вид настоящих дроздов.
Ранее выделялся в монотипический род как Cichlherminia lherminieri, но в 2009 году Американское орнитологическое общество переклассифицировало этот вид в род Turdus. 

## Подвиды
Выделяют четыре подвида: 
- Turdus lherminieri dominicensis (Lawrence, 1880) — Доминика
- Turdus lherminieri dorotheae (Wolters, 1980) — Монтсеррат
- Turdus lherminieri lherminieri Lafresnaye, 1844 — Гваделупа
- Turdus lherminieri sanctaeluciae (Sclater, 1880) — Сент-Люсия

## Описание
Антильский дрозд достигает длины 25-27 см и массы 100—110 г.  Верхняя часть тела тёплого коричневого цвета, включая боковые части головы (щеки и кроющие перья ушей с тонкими белыми линиями). Широкое окологлазное кольцо и неоперённая область за глазом жёлтого цвета. Нижняя часть тела беловатая с тёмно-коричневыми гребешками, окаймленными бурой каймой. Радужная оболочка, клюв и ноги жёлтые.

## Места обитания
Антильский дрозд — эндемик Малых Антильских островов. Естественная среда обитания — тропический влажный горный лес.

## Охранный статус
Охранный статус вида — NT. Однако, имеются предположения, что подвид T. I. sanctaeluciae исчез в дикой природе. На Монтсеррате дрозд встречается редко, но для Доминики и Гваделупы — обычный вид.

## Голос
— голос антильского дрозда на острове Бас-Тер (Гваделупа)